# Streifen-Ameisenwürger
Der Streifen-Ameisenwürger  (Thamnophilus multistriatus) zählt innerhalb der Familie der Ameisenvögel (Thamnophilidae) zur Gattung der Thamnophilus.
Die Art kommt in Kolumbien und Venezuela vor und gilt als nahezu-endemisch.
Das Verbreitungsgebiet umfasst tropischen oder subtropischen Trockenwald, feuchten Bergwald und Sekundärwald sowie Plantagen zwischen 900 und 2200, auf der kolumbianischen Pazifikseite herab bis 250 m Höhe. Die Art bevorzugt Dickicht und Gestrüpp an Waldrändern, taucht auch in Gärten und Parkanlagen auf.
Der lateinische Artzusatz kommt von lateinisch multi ‚viele‘ und lateinisch striatus ‚gestreift‘.

## Merkmale
Der Vogel ist 15–16,5 cm groß und wiegt zwischen 21 und 23 g. Es besteht ein auffälliger Geschlechtsdimorphismus. Das Männchen ist durchgehend einschließlich des Schopfes schwarz-weiß gestreift, die Iris ist gelb. Gegenüber dem ähnlichen Binden-Ameisenwürger (Thamnophilus doliatus) hat auch der Schopf deutliche Streifen.
Das Weibchen hat einen dunkelbraunen Schopf, die Oberseite, Flügel und Schwanzoberseite sind rotbraun, der Rest ist schwarz-weiß gestreift. Gegenüber dem Feinstreifen-Ameisenwürger (Thamnophilus tenuepunctatus) sind die weißen Querstreifen breiter und die Unterseite ist heller.
Jungvögel haben gelblich-braun gefärbtes Gefieder.

## Geografische Variation
Es werden folgende Unterarten anerkannt:
- T. m. multistriatus (Lafresnaye, 1844), Nominatform – Kolumbien (östliche Seite der Zentralanden)
- T. m. brachyurus (Todd, 1927) – Westkolumbien (Westanden und westliche Seite der Zentralanden)
- T. m. selvae (Meyer de Schauensee, 1950 – westliche Seite der Westanden in Kolumbien)
- T. m. oecotonophilus (Borrero & Hernández-Camacho, 1958 – westliche Seite der Ostanden in Kolumbien und Sierra de Perijá in Westvenezuela)

## Stimme
Der Ruf wird als schneller werdende nasale Tonfolge beschrieben, langsamer als beim Binden-Ameisenwürger, am Ende abfallend.

## Lebensweise
Die Nahrung besteht vermutlich aus Insekten, die im Gebüsch als Paar, gern in gemischten Jagdgemeinschaften gesucht werden.
Die Brutzeit liegt in Kolumbien zwischen März und Juni, das Gelege besteht aus kräftig gepunkteten und rotbraun gestreiften weißlichen Eiern.

## Gefährdungssituation
Der Bestand gilt als nicht gefährdet (Least Concern).